# Кенебанк (Мејн)
Кенебанк (енгл. Kennebunk) насељено је место без административног статуса у америчкој савезној држави Мејн.

## Демографија
По попису из 2010. године број становника је 5.214, што је 410 (8,5%) становника више него 2000. године.
| Група             | 2000.         | 2010.         |
| Белци             | 4.710 (98,0%) | 5.016 (96,2%) |
| Афроамериканци    | 8 (0,2%)      | 17 (0,3%)     |
| Азијати           | 23 (0,5%)     | 41 (0,8%)     |
| Хиспаноамериканци | 14 (0,3%)     | 67 (1,3%)     |
| Укупно            | 4.804         | 5.214         |